# 2929 Harris
2929 Harris (1982 BK1) là một tiểu hành tinh vành đai chính được phát hiện ngày 24 tháng 1 năm 1982 bởi Bowell, E. ở Flagstaff (AM).